# Naoki Goto
Naoki Goto (japanisch 後東 尚輝 Goto Naoki; * 26. April 2002 in Anan, Präfektur Tokushima) ist ein japanischer Fußballspieler.

## Karriere
Naoki Goto erlernte das Fußballspielen in der Jugend des Iwawaki FC und Tokushima Vortis. Seinen ersten Vertrag unterschrieb er am 1. Februar 2021 bei seinem Jugendverein Tokushima Vortis. Der Verein aus Tokushima spielte in der ersten Liga, der J1 League. Am Ende der Saison 2021 musste der Verein in die zweite Liga absteigen. Ende Juli 2022 wechselte er bis Saisonende zum Fünftligisten Tochigi City FC. Der Verein aus Tochigi spielte in der Kantō Soccer League (Div. 1). In der Liga kam er nicht zum Einsatz. Für den Verein stand er einmal im Shakaijin Pokal im Tor. Nach der Ausleihe kehrte er im Januar 2023 zu Vortis zurück. Ende Juli 2024 wurde er bis Saisonende an den Drittligisten YSCC Yokohama verliehen. Für den Verein aus Yokohama bestritt er zwölf Ligaspiele. Am Ende der musste er mit Yokohama in die vierte Liga absteigen. Direkt im Anschluss wurde er im Februar 2025 an den Drittligisten Vanraure Hachinohe verliehen.